# Дівайд (округ, Північна Дакота)
Шаблон:StateAbbr_ 48°49′ пн. ш. 103°29′ зх. д. / 48.81° пн. ш. 103.49° зх. д.
Округ  Дівайд (англ. Divide County) — округ (графство) у штаті  Північна Дакота, США. Ідентифікатор округу 38023.

## Історія
Округ утворений 1910 року.

## Демографія
За даними перепису 
2000 року 
загальне населення округу становило 2283 осіб, усе сільське.
Серед мешканців округу чоловіків було 1146, а жінок — 1137. В окрузі було 1005 домогосподарств, 649 родин, які мешкали в 1469 будинках.
Середній розмір родини становив 2,79.
Віковий розподіл населення поданий у таблиці:
| Стать    | До 15 років | 15-21 | 22-29 | 30-39 | 40-49 | 50-65 | 65-85 | Понад 85 |
| -------- | ----------- | ----- | ----- | ----- | ----- | ----- | ----- | -------- |
| Чоловіки | 190         | 93    | 47    | 121   | 175   | 227   | 251   | 42       |
| Жінки    | 159         | 77    | 36    | 116   | 145   | 223   | 293   | 88       |

## Суміжні округи
- Rural Municipality of Souris Valley No. 7[en], Канада — північ
- Rural Municipality of Cambria No. 6[en], Канада — північ
- Rural Municipality of Estevan No. 5[en], Канада — північний схід
- Берк — схід
- Вільямс — південь
- Шерідан, Монтана — захід
- Rural Municipality of Lake Alma No. 8[en], Канада — північний захід

## Виноски
1. ↑  US Decennial Census. US Census Bureau. Архів оригіналу за 26 квітня 2015. Процитовано 28 січня 2015.
2. ↑  Historical Census Browser. University of Virginia Library. Архів оригіналу за 11 серпня 2012. Процитовано 28 січня 2015.
3. ↑  Forstall, Richard L., ред. (27 березня 1995). Population of Counties by Decennial Census: 1900 to 1990. US Census Bureau. Архів оригіналу за 5 березня 2015. Процитовано 28 січня 2015.
4. ↑  Census 2000 PHC-T-4. Ranking Tables for Counties: 1990 and 2000 (PDF). US Census Bureau. 2 квітня 2001. Архів оригіналу (PDF) за 18 грудня 2014. Процитовано 28 січня 2015.
5. ↑  State & County QuickFacts. Бюро перепису населення США. Архів оригіналу за 7 червня 2011. Процитовано 31 жовтня 2013.(англ.) Наведено за англійською вікіпедією.
6. ↑  American FactFinder. Бюро перепису населення США. Архів оригіналу за 21 травня 2008. Процитовано 31 січня 2008.

| США | Це незавершена стаття з географії США. Ви можете допомогти проєкту, виправивши або дописавши її. |